# Luis de Granada
Frate Luis de Granada, nato Luis di Sarria (Granada, 1504 – Lisbona, 1588), è stato un teologo e presbitero spagnolo.

## Biografia
Il suo nome originario era Luis di Sarria, ma non è chiaro se ciò sia dovuto al fatto che i suoi genitori fossero originari di questo paese della Provincia di Lugo o perché lui stesso era nato lì. Secondo le fonti, sua madre era lavandaia e vivevano nel quartiere di Granada del Realejo, dove il giovane Luis era solito declamare ai suoi compagni di giochi i sermoni che aveva sentito in chiesa. Secondo la stessa fonte, un giorno passò da lì il Marchese di Tendilla e, stupito di vedere un ragazzino parlare ed esprimersi in quella maniera, lo prese sotto la sua protezione e lo fece diventare paggio di uno dei suoi figli, Diego Hurtado de Mendoza, che divenne famoso perché si dedicò alla diplomazia, allo spionaggio e alla letteratura.
Il giovane Luis prese quindi gli abiti dell'Ordine dei Frati Predicatori e cambiò il suo nome per quello che lo fece universalmente famoso: frate Luis di Granada. La sua formazione teologica fu molto profonda: terminati gli studi nel convento granadino, fu inviato al Collegio di Santa Croce affinché li approfondisse. Qui conobbe il frate Melchor Cano, uno dei suoi principali detrattori, soprattutto quando divenne Grande Inquisitore; inoltre, entrò in contatto con il vescovo Bartolomé Carranza, il cui processo da parte dell'Inquisizione spagnola è uno degli elementi che contrassegnano l'ingresso della Controriforma in Spagna.
Terminati gli studi, il frate Luigi fu inviato nel convento di Escalaceli, a Cordova. In questa epoca iniziò la sua profonda amicizia con san Giovanni d'Avila, di cui in più occasioni si dichiarò discepolo e amico.
Quindi il frate pensò di recarsi nelle Americhe per collaborare al compito di evangelizzazione dei domenicani, suoi fratelli dell'Ordine, però il destino gli aveva riservato che lo inviassero in Portogallo, dove entrò in contatto con la monarchia. Confessore dei reali, Provinciale dei Domenicani in Portogallo, predicatore di prestigio altamente riconosciuto, passò il resto della sua vita soprattutto tra Évora e Lisbona, dove morì nel 1588, cieco e con una salute molto debilitata a causa dei digiuni, dei lavori, delle pene e delle mortificazioni.